# والدو نلسون
والدو نلسون (انگلیسی: Waldo Nelson؛ ‏ ۱۸۹۸ – ۲ مارس ۱۹۹۷) پزشک و متخصص پزشکی کودکان اهل ایالات متحده آمریکا بود. گاهی از او با عنوان «پدر طب کودکان» یاد می‌شود. وی نویسندهٔ یکی از مهمترین و اصلی‌ترین کتاب‌های مرجع پزشکی کودکان به نام «مبانی طب کودکان نلسون» است و سالیان طولانی ویراستار «ژورنال طب کودکان» و رئیس دپارتمان بیماری‌های کودکان دانشکدهٔ پزشکی دانشگاه تمپل در فیلادلفیا بود.